# Difenilcarbazone
Il difenilcarbazone (o 1,5-difenilcarbazone, nome IUPAC 1-anilino-3-fenilimminourea) è un composto chimico facente parte del gruppo dei carbazoni (composti dell'azoto con la struttura di base -N=N-CO-NH-NH-).
A temperatura ambiente si presenta come un solido biancastro, insolubile in acqua ma solubile in solventi organici come acetone o cloroformio.

## Applicazioni
Il difenilcarbazone viene usato come indicatore nella titolazione di cloruri(Harvey 328 Cornelis 601) e ioduri con nitrato mercurico.
Nella determinazione colorimetrica del cromo(VI), viene aggiunta difenilcarbazide al campione in ambiente acido; mediante la reazione di ossido-riduzione risultante il Cr(VI) si riduce e la difenilcarbazide si ossida a difenilcarbazone, generando un complesso di colore violetto la cui assorbanza viene misurata ad una lunghezza d'onda di 540 nm.